# 東方燈籠魚
東方燈籠鱼（学名：Myctophum orientale）为輻鰭魚綱燈籠魚目灯笼鱼科的其中一種，於1913年由Charles Henry Gilbert描述。分布于西太平洋區的澳洲及日本海域，為深海魚類。

## 扩展阅读
維基物種上的相關：東方燈籠鱼